# Jan Van Hove
Jan Van Hove (26 november 1976) is een Belgisch econoom en professor. Hij is professor internationale economie aan de Katholieke Universiteit Leuven. Van 2016 tot 2020 was hij hoofdeconoom van de KBC Groep. Sinds 2020 is hij algemeen directeur van de afdeling verzekeringen van KBC.

## Loopbaan
Jan van Hove behaalde zijn doctoraat in de economische wetenschappen aan de KU Leuven. In 2008 werd hij er professor in de internationale economie. Hij was ook gastdocent aan de UCLouvain, de ULB en de Antwerp Management School.
Sinds 1 september 2016 was Jan Van Hove hoofdeconoom van de KBC Groep. Hij volgde in deze functie Edwin De Boeck op, die overstapte naar de studiedienst van de N-VA. In 2020 nam Hans Dewachter deze functie over. Jan Van Hove is sinds 2020 actief als algemeen directeur van KBC Verzekeringen, waarmee hij deze functie overnam van Hans Verstraete. Hij is tevens actief als voorzitter van de economische commissie van het Verbond van Belgische Ondernemingen.
Hij is gespecialiseerd in internationale handel, Europese integratie en vastgoedeconomie.
- Gemeinsame Normdatei: 171889061
- International Standard Name Identifier: 0000 0001 3860 254X
- Semantic Scholar: 147170244
- Virtual International Authority File: 209288482
- WorldCat: E39PBJmXGyycjMpKr9PWDM9qwC